# Espacio Schengen

Mapa del espacio Schengen
Países del espacio Schengen
Países que tienen las fronteras abiertas con el espacio Schengen
Estados miembros de la UE obligados a unirse al espacio Schengen

El espacio Schengen o espacio de Schengen (pronunciado [ˈʃɛŋən]) es el área de libre circulación que comprende a 29 países europeos que han abolido los controles fronterizos en las fronteras comunes, también conocidas como fronteras internas. El espacio se creó en 1985 por el Acuerdo de Schengen y empezó a funcionar en 1995 para suprimir las fronteras comunes entre los países integrantes y establecer controles comunes en las exteriores de esos países. Depende de la administración de la Unión Europea. En la práctica, el espacio Schengen funciona en términos migratorios y aduaneros como un solo país, con una política común de visados.
No hay que confundir el espacio Schengen con la Unión Europea (UE), ya que hay Estados miembros de la UE que no forman parte del espacio Schengen, mientras que hay otros países que están integrados en el espacio Schengen y no pertenecen a la UE. Así, veinticinco de los veintisiete Estados miembros de la Unión participan en el espacio Schengen, y de los dos restantes, uno —Chipre— tiene la obligación legal y desea unirse a la zona. Irlanda, como Estado de la Unión (UE) en teoría debería estar obligada a unirse al espacio Schengen, pero el país actualmente tiene en vigor una cláusula de exclusión voluntaria respecto a Schengen. Además, cuatro micro-Estados europeos —Mónaco, San Marino, Andorra y la Ciudad del Vaticano— mantienen acuerdos de control de fronteras con la UE, formando de facto parte del espacio Schengen. 
La libertad de circulación entre países del espacio Schengen puede suspenderse transitoriamente en circunstancias excepcionales, lo que ya ha sucedido en varias ocasiones. Por ejemplo, como resultado de la crisis migratoria de 2015 y los atentados terroristas en París, una serie de países introdujeron de forma temporal controles en todas o algunas de sus fronteras con otros Estados Schengen. Países como Austria, Dinamarca, Francia, Alemania, Noruega y Suecia impusieron controles en todas o algunas de sus fronteras con otros Estados Schengen.

## Historia
Durante los años 1980 se inició un debate sobre el significado del concepto de libre circulación de personas. Para algunos Estados miembros, esta solo debía aplicarse a los ciudadanos de la Unión Europea (UE), lo que implicaba mantener el control de fronteras para distinguir entre ciudadanos europeos y nacionales de terceros países. Otros Estados miembros, por el contrario, deseaban establecer una libre circulación para todos y, por tanto, suprimir estos controles fronterizos. Ante la imposibilidad de alcanzar un acuerdo en la Comunidad Europea, cinco de esos países con fronteras comunes (Francia, Alemania, Bélgica, Luxemburgo y los Países Bajos) decidieron en 1985 crear entre ellos un territorio sin fronteras: el espacio Schengen, nombre de la ciudad luxemburguesa de Schengen —enclavada en una zona en la que es difícil moverse sin cruzar una frontera— donde se firmaron los primeros acuerdos.
A partir de este acuerdo, los mismos Estados miembros elaboraron un convenio —que se firmó el 19 de junio de 1990 y entró en vigor el 26 de marzo de 1995— que completa el acuerdo y define las condiciones y las garantías de aplicación de está libre circulación. Los demás Estados miembros de la Unión (excepto Irlanda y el Reino Unido), firmaron protocolos de adhesión al Convenio de Schengen: Italia, el 27 de noviembre de 1990; España y Portugal, el 25 de junio de 1991; Grecia, el 6 de noviembre de 1992; Austria, el 28 de abril de 1995; y Dinamarca, Finlandia y Suecia, el 19 de diciembre de 1996. La República Checa, Estonia, Letonia, Lituania, Hungría, Malta, Polonia, Eslovenia y Eslovaquia se sumaron el 21 de diciembre de 2007; y Croacia el 1 de enero de 2023. Bulgaria, Chipre y Rumanía aún no son miembros de pleno derecho del espacio Schengen: los controles fronterizos entre estos países y el espacio Schengen se mantendrán hasta que el Consejo de la UE determine que se cumplen las condiciones para suprimirlos.
Adicionalmente, varios países no miembros de la UE, han firmado acuerdos de adhesión al Acuerdo de Schengen: Noruega e Islandia, el 19 de diciembre de 1996; Suiza, el 26 de octubre de 2004; y Liechtenstein, el 28 de febrero de 2008.
Por otra parte, se instauraron medidas llamadas «compensatorias» para mejorar la cooperación y la coordinación entre los servicios de policía y las autoridades judiciales para proteger la seguridad interior de los Estados miembros y, en particular, para luchar contra la delincuencia organizada. En ese contexto se creó el Sistema de Información Schengen (SIS) que es una base de datos que permite a las autoridades responsables de los Estados Schengen intercambiar datos sobre determinadas categorías de personas y de bienes.
La gestión común de las fronteras exteriores de la UE comenzó a ser una necesidad tras la puesta en marcha del espacio Schengen, que suprimió los controles fronterizos internos entre los socios en 1995. No obstante cada Estado miembro ha conservado un control sobre sus propios límites territoriales. Por su parte, las instituciones comunitarias apenas tienen potestad sobre la vigilancia y gestión de dichas fronteras a pesar de que es vital para garantizar el buen funcionamiento del espacio Schengen y del mercado interior de la Unión Europea. Además, la crisis migratoria en Europa y la pandemia de COVID-19 han puesto en peligro la libertad de circulación en la Unión Europea. Ante el riesgo de flujos migratorios descontrolados o de amenazas internacionales, los diferentes gobiernos nacionales han respondido con el cierre de sus fronteras.
Es así que en el marco del proyecto de refundación de la Unión Europea, el presidente francés Emmanuel Macron dijo —durante su rueda de prensa sobre la presidencia francesa del Consejo de la Unión Europea (2022)— que quería «una reforma del espacio Schengen» con nuevos mecanismos de protección fronteriza, ante las crisis migratorias. El jefe de Estado abogó por una UE que «sepa proteger sus fronteras» ante las crisis migratorias, al delinear una serie de reformas como la que busca la creación de mecanismos de apoyo de emergencia en caso de una crisis en la frontera de un Estado miembro. Este país debería «poder contar con el apoyo de Frontex, pero también con la solidaridad de los estados miembros» dijo.
Paralelamente, la Comisión Europea presentó su propuesta de reforma del espacio Schengen con la que busca que sean las instituciones comunitarias las que decidan el cierre de las fronteras exteriores en caso de crisis sanitaria. De esta forma, dichas instituciones tendrían la potestad de aplicar una política uniforme ante fenómenos como los de la pandemia de COVID-19. Además, la propuesta constituye un paso en la federalización de la Unión y, eventualmente, podría servir de modelo para una mejor gestión, coordinada y uniforme de otro tipo de emergencias en las fronteras exteriores, como crisis migratorias, donde ya se ha constatado que los Estados por sí solos no pueden hacer frente. Este cambio representaría una cesión más de soberanía por parte de los Estados miembros, aunque no se «perdería» ya que cada Estado tendría voz y voto en el Consejo, la segunda institución colegisladora después del Parlamento.
El proyecto señala que sería el Consejo (donde los Estados tienen voto y están representados por sus ministros), el que asuma esa potestad para decretar el cierre generalizado de fronteras, a propuesta de la Comisión y con el escrutinio del Parlamento Europeo. La nueva norma (añadida al artículo 21 del Código Schengen) permitiría a la Comisión proponer el cierre de fronteras exteriores tan pronto como el Centro Europeo para la Prevención y Control de Enfermedades detecte un fenómeno con potencial epidémico. Una vez aprobado, el cierre sería obligatorio para todos los Estados miembros.

## Países integrantes
El espacio Schengen está formado actualmente por 29 países, entre ellos cuatro que no son miembros de la Unión Europea (UE). Dos de los miembros no pertenecientes a la UE, Islandia y Noruega, son parte de la Unión Nórdica de Pasaportes y están clasificados oficialmente como «Estados asociados con las actividades de Schengen de la UE». A Suiza se le permitió participar posteriormente de la misma manera en 2008. Liechtenstein se adhirió al espacio Schengen el 19 de diciembre de 2011. De facto, el espacio Schengen incluye también cuatro micro-Estados europeos —Mónaco, San Marino Andorra y la Ciudad del Vaticano— que mantienen las fronteras abiertas o semiabiertas con otros países miembros de Schengen. Un Estado de la UE —Irlanda—, así como el Reino Unido cuando era miembro de la UE, negociaron cláusulas de exención de Schengen y continuaron operando los controles sistemáticos del área de fronteras comunes con otros Estados miembros de la UE. Irlanda continúa con la exención tras la salida del Reino Unido de la UE.

Los dos Estados miembros restantes de la UE —Bulgaria y Rumania— estaban obligados a unirse finalmente al espacio Schengen, hecho que ocurrió el día 30 de marzo de 2024. Por otro lado, el restante Estado de la UE –Chipre– sigue estando obligado a unirse el espacio Schengen aún sin fecha establecida. Sin embargo, antes de implementar plenamente las normas de Schengen, cada país debió haber evaluado su estado de preparación en cuatro áreas: las fronteras aéreas, visados, la cooperación policial y de protección de datos personales. Este proceso de evaluación consiste en un cuestionario y las visitas de los expertos de la UE a las instituciones y lugares de trabajo seleccionados en el país objeto de evaluación.
Gibraltar, que formaba parte de la UE como territorio perteneciente al Reino Unido, no formó parte del espacio Schengen al no ser el Reino Unido parte de este. Sin embargo, el 31 de diciembre de 2020, coincidiendo con la salida del Reino Unido de la UE, el Gobierno del Reino Unido, el Gobierno de España y la Comisión Europea llegaron a un acuerdo para que Gibraltar se integrara en este espacio. Dicho acuerdo debería haberse materializado en un tratado entre el Reino Unido y la Unión Europea antes de seis meses, pero en 2023 todavía continuaban las negociaciones para el tratado sin haberse alcanzado un acuerdo final.
| Estado                                                                           | Área (km²) | Población   | Firma                                      | Fecha de la primera implementación |
| -------------------------------------------------------------------------------- | ---------- | ----------- | ------------------------------------------ | ---------------------------------- |
| Alemania                                                                         | 357 050    | 81 799 600  | 14 de junio de 1985                        | 26 de marzo de 1995                |
| Austria                                                                          | 83 871     | 8 414 638   | 23 de abril de 1995                        | 1 de diciembre de 1997             |
| Bélgica                                                                          | 30 528     | 11 007 020  | 14 de junio de 1985                        | 26 de marzo de 1995                |
| Bulgaria                                                                         | 110 879    | 6 447 710   |                                            | 31 de marzo de 2024                |
| Croacia                                                                          | 56 594     | 4 290 612   | 9 de diciembre de 2011                     | 1 de enero de 2023                 |
| Dinamarca (excluyendo Groenlandia y las Islas Feroe)                             | 43 094     | 5 564 219   | 19 de diciembre de 1996                    | 25 de marzo de 2001                |
| Eslovaquia                                                                       | 49 037     | 5 440 078   | 16 de abril de 2003                        | 21 de diciembre de 2007            |
| Eslovenia                                                                        | 20 273     | 2 048 951   | 16 de abril de 2003                        | 21 de diciembre de 2007            |
| España (con disposiciones especiales para Ceuta y Melilla)                       | 510 000    | 46 030 109  | 25 de junio de 1991                        | 26 de marzo de 1995                |
| Estonia                                                                          | 45 338     | 1 340 194   | 16 de abril de 2003                        | 21 de diciembre de 2007            |
| Finlandia                                                                        | 338 145    | 5 391 700   | 19 de diciembre de 1996                    | 25 de marzo de 2001                |
| Francia (excluyendo los departamentos, colectividades y territorios de ultramar) | 551 695    | 63 929 000  | 14 de junio de 1985                        | 26 de marzo de 1995                |
| Grecia (con excepciones en Monte Athos)                                          | 131 990    | 10 815 197  | 6 de noviembre de 1992                     | 1 de enero de 2000                 |
| Hungría                                                                          | 93 030     | 9 979 000   | 16 de abril de 2003                        | 21 de diciembre de 2007            |
| Islandia                                                                         | 103 000    | 318 452     | 19 de diciembre de 1996 18 de mayo de 1999 | 25 de marzo de 2001                |
| Italia                                                                           | 301 318    | 60 681 514  | 27 de noviembre de 1990                    | 26 de octubre de 1997              |
| Letonia                                                                          | 64 589     | 2 245 357   | 16 de abril de 2003                        | 21 de diciembre de 2007            |
| Liechtenstein                                                                    | 160        | 36 010      | 28 de febrero de 2008                      | 19 de diciembre de 2011            |
| Lituania                                                                         | 65 300     | 3 207 060   | 16 de abril de 2003                        | 21 de diciembre de 2007            |
| Luxemburgo                                                                       | 2586       | 511 840     | 14 de junio de 1985                        | 26 de marzo de 1995                |
| Malta                                                                            | 316        | 417 608     | 16 de abril de 2003                        | 21 de diciembre de 2007            |
| Noruega (excluyendo Svalbard)                                                    | 385 155    | 5 063 709   | 19 de diciembre de 1996 18 de mayo de 1999 | 25 de marzo de 2001                |
| Países Bajos (excluyendo Aruba, Curazao, Sint Maarten y el Caribe Neerlandés)    | 41 526     | 16 703 700  | 14 de junio de 1985                        | 26 de marzo de 1995                |
| Polonia                                                                          | 312 683    | 38 186 860  | 16 de abril de 2003                        | 21 de diciembre de 2007            |
| Portugal                                                                         | 92 391     | 10 647 763  | 25 de junio de 1991                        | 26 de marzo de 1995                |
| República Checa                                                                  | 78 866     | 10 535 811  | 16 de abril de 2003                        | 21 de diciembre de 2007            |
| Rumania                                                                          | 238 397    | 19 051 562  |                                            | 31 de marzo de 2024                |
| Suecia                                                                           | 449 964    | 9 415 570   | 19 de diciembre de 1996                    | 25 de marzo de 2001                |
| Suiza                                                                            | 41 285     | 7 866 500   | 26 de octubre de 2004                      | 12 de diciembre de 2008            |
| Espacio Schengen                                                                 | 4 189 111  | 417 597 460 | 14 de junio de 1985                        | 26 de marzo de 1995                |

Áreas que no son miembros del espacio Schengen pero tienen fronteras abiertas con dicho espacio.
| Estado              | Área (km²) | Población |
| ------------------- | ---------- | --------- |
| Mónaco              | 2          | 37 800    |
| Ciudad del Vaticano | 0.44       | 842       |
| San Marino          | 61         | 32 576    |
| Andorra             | 468        | 79 824    |

Notas
1. ↑  El acuerdo original, un protocolo posterior que extiende el acuerdo al estado, un acuerdo sobre la adhesión a la UE, o el acuerdo en asociación con el acervo de Schengen.
2. ↑  De las disposiciones relacionadas con la eliminación de los controles fronterizos. En algunos casos se aplicaron a principios de las disposiciones relacionadas con el Sistema de información de Schengen.
3. ↑  Alemania del Este se unió a la República Federal de Alemania, uniéndose también a Schengen, el 3 de octubre de 1990.
4. ↑  La eliminación de los controles fronterizos tuvo lugar entre el 1 de diciembre de 1997 y el 31 de marzo de 1998.[18]
5. ↑  Groenlandia y las Islas Feroe no están incluidos en el espacio Schengen. Sin embargo, las personas que viajen del espacio Schengen a las Islas Feroe o Groenlandia, o viceversa, no están sujetas a los controles fronterizos.[23] Un visado Schengen no permite el acceso del titular a alguno de estos territorios. Solamente será válido un visado danés que tenga estampado: «Válido para las Islas Feroe», «Válido para Groenlandia» o ambos.[24]
6. 1 2 3 4 5 6 7 8 9  Para fronteras terrestres y puertos; desde el 30 de marzo de 2008 también para los aeropuertos.[28][43]
7. ↑  La totalidad del acervo de Schengen se aplica a todos los territorios españoles, pero hay controles en las fronteras a la salida de Ceuta y Melilla a la España peninsular u otros países de Schengen a causa del régimen específico de exención de visado (para entrar en Ceuta o Melilla, pero no en el resto del espacio Schengen) para los nacionales marroquíes residentes en las provincias de Tetuán y Nador.[29]
8. ↑  La región autónoma de Monte Athos no está obligada a cumplir las disposiciones del Acuerdo de Schengen y por ejemplo no permite el acceso de mujeres.
9. ↑  La eliminación de los controles fronterizos tuvo lugar entre el 1 de enero de 2000 y el 26 de marzo de 2000.[33]
10. 1 2 3 4  Estado de la AELC, que no pertenece a la UE, pero que está asociado al acervo de Schengen.[10]
11. 1 2  Un segundo acuerdo, que sustituyó al primero, se firmó con Islandia y Noruega tras la incorporación del Acuerdo de Schengen en legislación de la UE con el Tratado de Ámsterdam de 1997.[36]
12. ↑  La eliminación de los controles fronterizos se llevó a cabo entre el 26 de octubre de 1997 y el 31 de marzo de 1998.[38]
13. ↑  Para fronteras terrestres y puertos; desde el 29 de marzo de 2009, también para los aeropuertos.[47]
14. ↑  Mónaco posee un acuerdo de control de fronteras conjunto con Francia por el que la entrada y salida entre estos dos países no requiere controles ni requisitos especiales. Mónaco tan solo realiza controles en el puerto, al tratarse de una frontera exterior, siendo estos controles válidos para entrar en Francia.
15. 1 2  Posee un acuerdo de control de fronteras conjunto con Italia por el que la entrada y salida entre Italia y estos países no requiere requisitos especiales. No obstante, la Ciudad del Vaticano y San Marino se reservan la posibilidad de realizar controles en sus fronteras.
16. ↑  Andorra tiene vigente acuerdos de libre circulación con Francia y España, formando parte del espacio Schengen de facto.

## Miembros potenciales
Chipre, que se unió a la UE en 2004, está legalmente obligado a adherirse al espacio Schengen, aunque la implementación se ha retrasado debido a varias disputas. Según el exministro chipriota de Asuntos Exteriores Giorgos Lillikas, «un control estricto y completo basado en Schengen va a crear una gran tribulación sobre una base diaria para los turcochipriotas», además de que no está claro si este control será posible antes de la resolución de la controversia. Las bases de soberanía, que están fuera de la UE, necesitarán también «otro tipo de manipulaciones y mecanismos». Hasta marzo de 2011, ninguna fecha se había fijado para la implementación de las normas de Schengen por Chipre.
| Estado | Área (km²) | Población | Firma               | Fecha estimada para la incorporación | Obstáculos                         |
| ------ | ---------- | --------- | ------------------- | ------------------------------------ | ---------------------------------- |
| Chipre | 9251       | 1 099 341 | 16 de abril de 2003 | Sin fecha establecida                | Las disputas fronterizas de Chipre |

Notas
1. ↑  Acuerdo de adhesión a la UE.
2. ↑  Plazo decidido por el Consejo.

## Territorios de los Estados fuera del espacio Schengen
Hay territorios de los Estados miembros a los que no afecta el Acuerdo de Schengen. No hay un área que se encuentre fuera de Europa (excepto las Islas Canarias, las Azores y Madeira) como parte del espacio Schengen. También se excluyen algunas zonas de Europa.
Territorios franceses de ultramar
Los departamentos franceses de ultramar, Guayana Francesa, Guadalupe, Martinica, Mayotte y Reunión, y la colectividad de ultramar de San Martín son parte de la Unión Europea, y como tal son parte del territorio Schengen, con la libertad de movimiento que las disposiciones de la UE aplican en estos territorios, pero cada territorio opera su propio régimen de visados para la zona no perteneciente al Espacio Económico Europeo (EEE), al igual que Suiza. Mientras que un visado válido para uno de los países Schengen será válido para todos, difieren las listas de exención de visados en estos territorios. Un visado Schengen, incluso emitido por Francia, no es válido para estos territorios. Un visado de San Martín (que es válido para viajar a la parte neerlandesa de la isla de San Martín) o es asimismo para el lado francés. Francia también tiene varios territorios que no son ni parte de la UE ni del espacio Schengen. Estos son: la Polinesia Francesa, Tierras Australes y Antárticas Francesas, Nueva Caledonia, San Pedro y Miquelón y Wallis y Futuna.
Reino de los Países Bajos
Solo el territorio europeo de los Países Bajos es parte del espacio Schengen. Seis territorios holandeses en el Caribe están fuera del área. Tres de estos territorios —Bonaire, San Eustaquio y Saba (conocidos colectivamente como las islas BES)— son municipios especiales dentro de los Países Bajos. Los otros tres —Aruba, Curazao y Sint Maarten— son países autónomos dentro del Reino de los Países Bajos. Todas las islas conservan su condición de países y territorios de ultramar y, por lo tanto, no forman parte de la Unión Europea. Los seis territorios tienen un sistema de visados separado de la parte europea de los Países Bajos, y las personas que viajan entre estas islas y el espacio Schengen son sometidas sistemáticamente a controles de identidad.
Reino de Noruega
Svalbard es parte de Noruega y tiene un estatus especial bajo el derecho internacional. No es parte del espacio Schengen. No existe un régimen de visados en Svalbard, ya sea para la entrada, residencia o de trabajo, pero es difícil de visitar Svalbard sin tener que viajar a través del espacio Schengen, aunque hay vuelos chárter desde Rusia. En 2011, el gobierno noruego impuso un control de identidad de las personas que desean entrar y salir de Svalbard, con la frontera entre Svalbard y el resto de Noruega, siendo tratada como una frontera exterior Schengen. Una visa Schengen debe ser de entrada múltiple para permitir el regreso a Noruega, ya que la entrada en Svalbard supone salir del espacio Schengen. No hay un sistema de bienestar o de asilo para los inmigrantes en Svalbard, y las personas incapaces de mantenerse a sí mismas pueden ser enviadas de vuelta.
Reino de Dinamarca
Los territorios daneses de las Islas Feroe y Groenlandia no son parte de la Unión Europea ni del espacio Schengen, y las visas a Dinamarca no son automáticamente válidas en estos territorios. Sin embargo, ambos territorios carecen de controles en las fronteras, y las compañías aéreas o marítimas son responsables de llevar a cabo controles de documentación antes de abordar, como es común para el recorrido dentro del espacio Schengen. Los ciudadanos de Dinamarca, Finlandia, Islandia, Noruega o Suecia pueden viajar entre las Islas Feroe, Groenlandia y el resto de la Unión Nórdica de Pasaportes utilizando cualquier tipo de identificación aceptable.

## Miembros de la UE con cláusula de exclusión

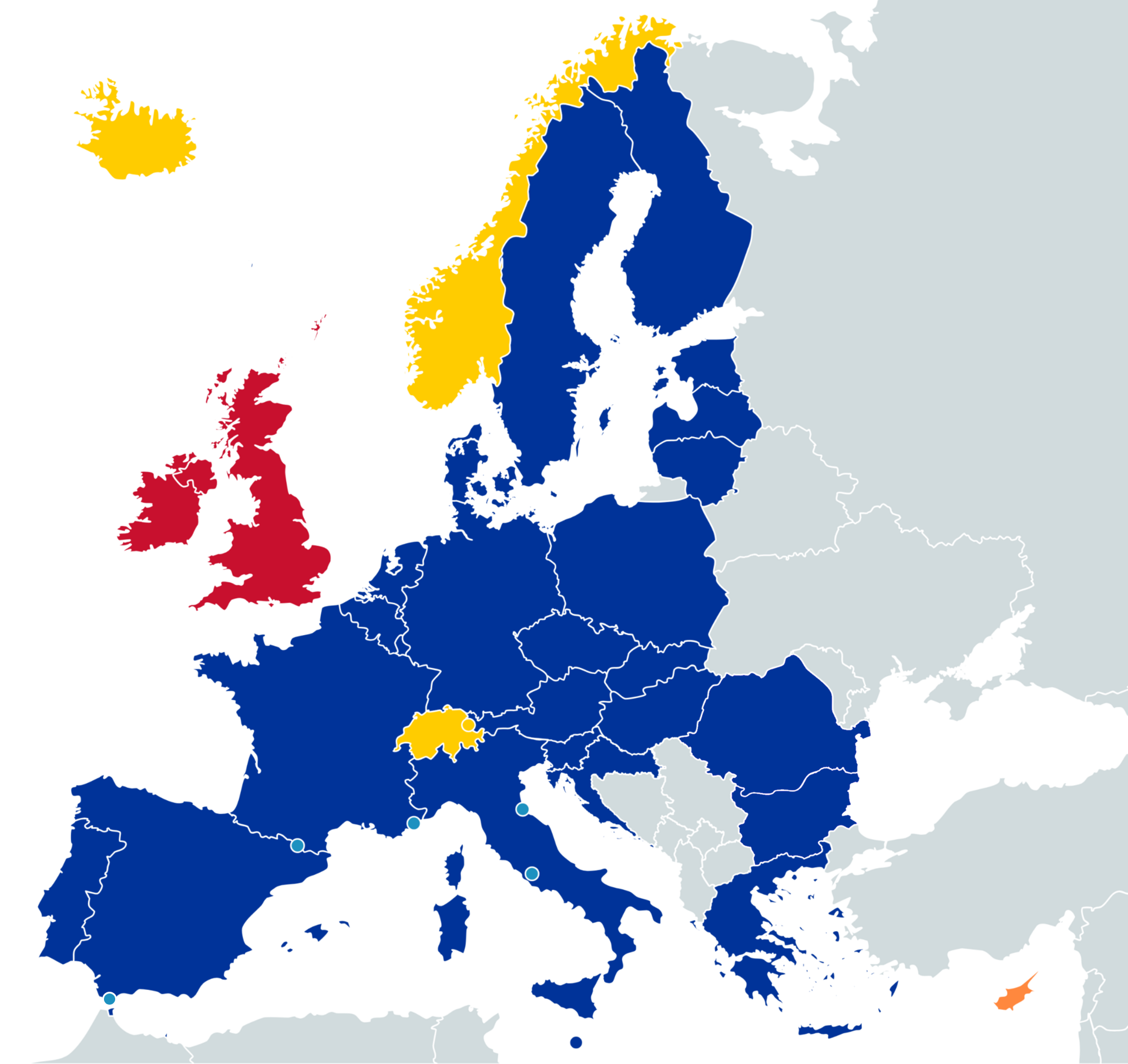
- Madeira y las Islas Canarias también forman parte del Espacio Schengen.
Estado miembro de la UE que participa.
Estado miembro de la UE que no participa pero esta obligado a unirse.
Estado no miembro de la UE o miembro con una cláusula de exclusión.
Estado no miembro de la UE que participa.
Estado no miembro de la UE con frontera abierta.

Irlanda y el Reino Unido fueron los únicos miembros de la UE que, antes de la ampliación de 2004, no habían firmado el Acuerdo de Schengen. Ambos países mantienen una zona de tránsito común para los viajes sin pasaporte entre ellos y las tres dependencias de la Corona británica de Jersey, Guernsey e Isla de Man, que están fuera de la Unión Europea.
El Reino Unido se negó a firmar el Acuerdo de Schengen con el argumento de que, para una nación en una isla, los controles fronterizos son una forma mejor y menos intrusiva para impedir la inmigración irregular que otras medidas, como las credenciales de identidad, permisos de residencia y registros con la policía, que son apropiadas para los países con «fronteras terrestres extensas y permeables». Irlanda no firmó el Acuerdo de Schengen, ya que:

...no estaba en el interés de Irlanda tener una situación en la que poner fin a la zona de circulación común con Gran Bretaña, que impondría controles de salida y entrada de los pasajeros que viajan entre aquí y Gran Bretaña y, además, en la frontera terrestre (con Irlanda del Norte).

Cuando Schengen se subsume en la Unión Europea por el Tratado de Ámsterdam, Irlanda y el Reino Unido obtuvieron una cláusula de exclusión de la parte del tratado que incorporaba las normas de Schengen (o acervo comunitario) a la legislación de la UE. En el marco del protocolo pertinente, Irlanda y el Reino Unido podrán solicitar su participación en los aspectos del acervo de Schengen, pero esto está sujeto a la aprobación de los Estados Schengen.
El Reino Unido solicitó formalmente participar en algunas disposiciones del acervo de Schengen —Título III relativo a la seguridad policial y cooperación judicial— en 1999, y esta petición fue aprobada por el Consejo de la Unión Europea el 29 de mayo de 2000. La participación formal del Reino Unido en las áreas previamente aprobadas de cooperación se llevaron a efecto por decisión del Consejo de 2004, que entró en vigor el 1 de enero de 2005.
Por el contrario, Irlanda presentó inicialmente una solicitud de participación en el acervo de Schengen en 2002, que fue aprobada por el Consejo de la Unión Europea, pero esa decisión aún no se lleva a cabo. En febrero de 2010, el ministro irlandés de Justicia, en respuesta a una pregunta parlamentaria, dijo que: «las medidas que permitirían a Irlanda satisfacer los requisitos de Schengen están progresando actualmente».
Un informe anterior de 1999 del Comité Selecto de la Unión Europea de la Cámara de los Lores recomendaba la «plena participación del Reino Unido» en todos los diversos cuatro títulos del Convenio de aplicación de Schengen.
Gibraltar, que formaba parte de la UE como territorio bajo control del Reino Unido, no forma parte del espacio de Schengen, al no formar parte de Schengen el Reino Unido. Los ciudadanos de países de la UE y de Schengen pueden entrar en Gibraltar sin necesidad de visado mientras dure el periodo de transición tras la salida del Reino Unido de la Unión Europea, ya que formaba parte de la UE, pero los ciudadanos de países terceros pueden necesitar un visado independiente, no siendo válidos los visados de Schengen ni del Reino Unido. España aplica controles fronterizos con Gibraltar al no ser espacio Schengen, pero en el caso de visados Schengen, no se requiere un visado de entrada múltiple para regresar a España, ya que lo considera parte de su territorio (ver Disputa territorial de Gibraltar) y, por tanto, considera que al entrar en Gibraltar no se está abandonando el país.

## Estatus de los micro-Estados europeos
Tres micro-Estados europeos —Mónaco, San Marino y la Ciudad del Vaticano— pueden ser considerados de facto como dentro del espacio Schengen. No tienen controles en las fronteras con los países de Schengen que los rodean, pero no son oficialmente parte de Schengen. Algunas leyes nacionales contienen el texto «países contra los que el control de fronteras no se realiza en base al Acuerdo de Schengen y el Reglamento 562/2006 de la UE», que a su vez incluye los micro-Estados y otras áreas fuera de la UE con fronteras abiertas.
Liechtenstein es miembro del espacio Schengen desde 2011. Sin embargo, Liechtenstein no emite visados y recomienda a los visitantes solicitar un visado en otro país de Schengen, por ejemplo, Suiza. Liechtenstein no tiene control fronterizo en el helipuerto Balzers, por lo que solo puede acoger vuelos procedentes de dentro del espacio Schengen.
Los otros cuatro micro-Estados que no son parte del Acuerdo de Schengen, no pueden emitir visados Schengen ni forman parte formalmente del espacio Schengen.
Mónaco posee un acuerdo de control de fronteras conjunto con Francia, por lo que los controles realizados al entrar en Francia o en cualquier otro país Schengen, son válidos para entrar también en Mónaco sin necesidad de nuevos controles ni visados. En virtud de este acuerdo, las autoridades francesas (en ocasiones con la colaboración de las monegascas) llevan a cabo controles fronterizos en los puertos y helipuertos de Mónaco (únicas fronteras exteriores) para verificar el derecho de las personas y bienes para entrar o salir de Schengen. Por tanto, los controles fronterizos hacen de facto que Mónaco actúe como un territorio del espacio Schengen.
San Marino y Ciudad del Vaticano son dos Estados sin litoral rodeados por Italia. Ya que es necesario atravesar Italia para poder entrar en estos países, estos Estados mantienen acuerdos con Italia que permiten la libertad de circulación de personas entre ellos con independencia de la nacionalidad, puesto que los ciudadanos de países terceros deben cumplir los requisitos solicitados por Italia (y por tanto por Schengen) para poder atravesar Italia. Por esta razón, ambos pueden ser considerados de facto como dentro del espacio Schengen. San Marino y la Ciudad del Vaticano no realizan controles en las fronteras para las llegadas de fuera de Schengen, pero éstos no son necesarios, ya que ninguno de ellos tiene aeropuertos o puertos marítimos. Italia, por ley, prohíbe a todos los helicópteros que sobrevuelan su territorio cruzar desde o hacia territorio sanmarinense o vaticano. San Marino tiene una frontera abierta con Italia, aunque algunos controles aleatorios policiales (no fronterizos) son hechos por la Guardia di Finanza y la Guardia di Rocca de San Marino. La Ciudad del Vaticano tiene una frontera abierta con Italia. En 2006 mostró interés en unirse al Acuerdo de Schengen para una cooperación más estrecha en el intercambio de información y actividades similares cubiertas por el Sistema de Información de Schengen. Muy excepcionalmente, Italia ha permitido visitar la Ciudad del Vaticano, sin ser aceptado para un visado italiano, siendo escoltado por la policía italiana entre el aeropuerto de Fiumicino y el Vaticano, o utilizando helicóptero, aunque siempre a condición de que la policía italiana pudiese verificar el cumplimiento de la normativa Schengen durante toda la estancia en el Vaticano.
Andorra mantiene controles en las fronteras con Francia y España. Los ciudadanos de los países de la UE están obligados a tener cualquiera de sus documentos nacionales de identidad o pasaportes para entrar a Andorra, mientras que cualquier otra persona requiere un pasaporte o equivalente. Se aceptan los visados Schengen, pero los viajeros que necesitan un visado para entrar al espacio Schengen, precisan un visado de entrada múltiple para visitar Andorra, porque entrar en Andorra significa salir de la zona de Schengen. Hay también controles fronterizos en la otra dirección pero más centrados en el control aduanero (Andorra tiene el 4% de IVA).
A partir de 2015, Andorra, Mónaco y San Marino están negociando un acuerdo de asociación con la UE. El embajador de Andorra en España, Jaume Gaytán, ha dicho que espera que el acuerdo incluya disposiciones para hacer a los Estados miembros asociados del Acuerdo de Schengen.

## Regulación de las fronteras interiores
- Wikimedia Commons alberga una categoría multimedia sobre Espacio Schengen.

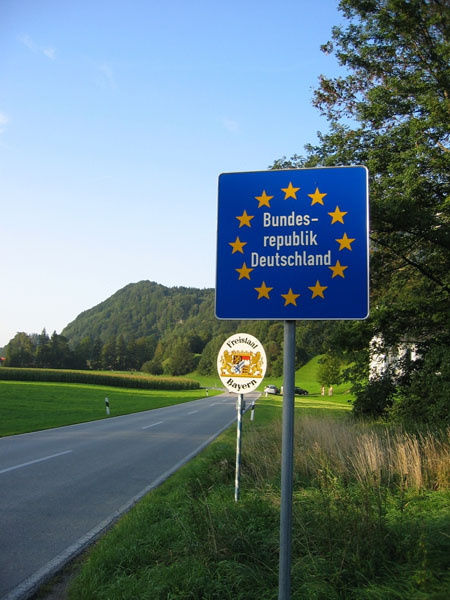
Un cruce de fronteras Schengen típico no tiene control fronterizo y solo tiene una señal de estado común de la UE que muestra el nombre del país al que se entra, como en este caso entre Alemania y Austria. La señal azul grande anuncia la entrada a la República Federal de Alemania en alemán. La señal más pequeña blanca, anuncia la entrada en el estado alemán de Baviera.

Antes de la aplicación del Acuerdo de Schengen, la mayoría de las fronteras en Europa eran patrulladas y una vasta red de puestos fronterizos existían en todo el continente para comprobar la identidad y derechos de las personas que deseaban viajar de un país a otro.
Desde la implementación de las normas de Schengen, los puestos fronterizos se han cerrado (y muchas veces eliminado por completo) entre los países participantes; lo anterior y las fronteras pro forma son objeto de un proyecto de arte foto-periodística. El Código de fronteras Schengen exige a los Estados participantes eliminar todos los obstáculos al tráfico libre en las fronteras interiores. Por lo tanto, en carreteras, ferrocarriles y aviones, los pasajeros ya no tienen que revisar su identidad con los guardias fronterizos cuando viajan entre países Schengen, a pesar de que los controles de seguridad de las compañías aéreas siguen siendo admisibles. Los viajeros todavía deben presentar un pasaporte o una tarjeta de identidad nacional, pues puede ser que sea requerida.

### Controles fronteras interiores
A pesar de que los viajeros dentro del espacio Schengen ya no necesitan mostrar los documentos en una frontera interior (aunque ha habido algunos casos controvertidos en los que si han tenido que hacerlo), las leyes de la mayoría de los países todavía les obligan a llevar documentos de identidad. Por consiguiente, los extranjeros con un permiso de residencia válido en un Estado de Schengen y que llevan documentos válidos pueden viajar por el territorio y no necesitan ningún permiso especial para hacerlo. Es obligación de todos los que viajan dentro de la zona que sean capaces de mostrar una forma totalmente válida de identificación personal (documento de identidad) aprobada por otros Estados Schengen.
De acuerdo con las normas de Schengen, hoteles y otros tipos de alojamiento comercial deben registrar a todos los ciudadanos extranjeros, incluidos los ciudadanos de otros Estados Schengen, al exigir la realización de un formulario de inscripción rellenado a mano. Esto no se aplica a los cónyuges e hijos menores que acompañan o a los miembros de grupos de viaje. Además, un documento de identificación válido tiene que ser mostrado al gerente o el personal del hotel. Las normas de Schengen no requieren ningún otro procedimiento; por lo tanto, los Estados Schengen son libres de regular más detalles sobre el contenido de los formularios de inscripción, y documentos de identidad que han de ser producidos, y podrán exigir que las personas exentas del deber de notificación por las leyes de Schengen no estén registradas. La aplicación de estas normas varían según el país.
La regulación de Schengen en las fronteras interiores describe los controles para extranjeros realizadas por la policía en los lugares adecuados dentro de cada país.

### Controles aduaneros
La Unión Europea constituye una unión aduanera y una zona común de Impuesto sobre el Valor Añadido. El efecto de estas disposiciones es prohibir impuestos sistemáticos, controles aduaneros y la tramitación administrativa de mercancías en las fronteras entre los Estados miembros de la UE. En consecuencia, las fronteras entre los Estados Schengen que son miembros de pleno derecho de la UE se han vuelto prácticamente invisibles. Sin embargo, no todos los Estados Schengen o la totalidad del territorio de los Estados Schengen forman parte de la zona de unión aduanera o del Impuesto sobre el Valor Añadido, por lo que algunos controles sobre las mercancías que entran o salen de la unión aduanera y zona común del IVA son inevitables. Algunos otros países quieren tener los controles aduaneros destinados a mercancías ilegales, como las drogas. Para evitar que los controles aduaneros se conviertan en los controles de pasaportes en las fronteras internas de Schengen, el Código de fronteras Schengen prohíbe controles sistemáticos personales y de impuestos.

### Viaje aéreo
Para los vuelos dentro del espacio Schengen (ya sea entre los Estados miembros de Schengen o dentro del mismo estado miembro de Schengen), los organismos encargados de hacer cumplir la ley, las autoridades aeroportuarias y las compañías aéreas están autorizados únicamente para llevar a cabo controles de seguridad de los pasajeros y no podrán llevar a cabo controles en las fronteras. Este tipo de controles de seguridad pueden llevar a cabo mediante la verificación del pasaporte o documento nacional de identidad del pasajero. Esta práctica debe ser utilizada para verificar la identidad del pasajero (por razones de seguridad comerciales o de transporte) y no su estado migratorio. Por esta razón, los organismos encargados de hacer cumplir la ley, las autoridades aeroportuarias y las compañías aéreas no pueden exigir a los pasajeros aéreos que vuelen por el espacio Schengen y sean ciudadanos de países terceros, tener que demostrar la legalidad de su estancia al mostrar un visado o permiso de residencia. Además, según las directrices de la Comisión Europea, el control de identidad a los pasajeros aéreos que vuelan por el espacio Schengen debe tener lugar solo al momento del check-in o al momento de entrada a la zona de seguridad del aeropuerto, o en la puerta de embarque: los pasajeros no deben ser obligados a someterse a una verificación de su identidad en más de una ocasión antes de su vuelo por el espacio Schengen.
Sin embargo, los controles de identidad de todas formas funcionan como controles fronterizos prácticos, y son un problema para los inmigrantes ilegales que llegan a Grecia (que no tiene frontera terrestre a otro país de Schengen) y quieren ir a algún otro país de Schengen. Los requisitos en cuanto a qué documento de identidad poseer varía según el país y la compañía aérea. Normalmente se necesita un pasaporte o documento de identidad nacional de la UE. Grecia, Islandia y Malta no tienen fronteras terrestres con otros países de Schengen.
Hay ciertos vuelos entre países Schengen considerados como vuelos no Schengen. Por ejemplo, se requiere que los viajeros que vuelan en LAN entre Madrid-Barajas y el aeropuerto de Fráncfort para ir a través de Schengen salgan de los controles fronterizos de entrada de Madrid y Schengen a su llegada a Fráncfort porque la ruta se origina en Santiago (Chile) y las autoridades alemanas no tendrían manera de diferenciar entre los pasajeros que llegan que se embarcaron en Santiago y aquellos que se unieron en Madrid.

### Controles fronterizos temporales
Se le permite a un Estado Schengen restablecer los controles fronterizos con otro país del espacio Schengen por un periodo corto, cuando hay una grave amenaza para el «orden público o la seguridad interior» de ese estado o cuando el «control de una frontera exterior ya no está asegurado debido a circunstancias excepcionales». Cuando tales riesgos surgen de acontecimientos previsibles, el estado en cuestión debe notificar a la Comisión Europea con antelación y consultar con otros Estados Schengen.
En abril de 2010 Malta introdujo controles temporales debido a la visita del papa Benedicto XVI.
Estonia introdujo controles temporales en septiembre de 2014 debido a la visita del presidente de Estados Unidos Barack Obama.
En respuesta a la crisis migratoria en Europa, varios países establecieron controles fronterizos mejorados.
En 2019, Dinamarca estableció controles en sus fronteras con Suecia debido a serios ataques perpetrados por suecos.  Inicialmente, los controles se programaron por seis meses.
Controles actuales en las fronteras internas
Los controles actuales en las fronteras internas de acuerdo con la información que los Estados miembros han proporcionado a la Comisión Europea.
| Estado miembro | Fronteras internas en cuestión                                                                                               | Razón                                   | Primer día | Último día preliminar |
| -------------- | --- | --------------------------------------- | ---------- | --------------------- |
| Dinamarca      | Todas las fronteras interiores, con especial atención a los transbordadores de Alemania y la frontera con Alemania.          | Crisis migratoria en Europa             | 04-01-2016 | 23-02-2016            |
| Noruega        | Todas las fronteras con el foco en los puertos con conexiones de ferry a Noruega a través de las fronteras interiores.       | Crisis migratoria en Europa             | 26-11-2015 | 15-03-2016            |
| Francia        | Fronteras internas terrestres y aéreas                                                                                       | Atentados de París de noviembre de 2015 | 13-11-2015 | 27-03-2016            |
| Suecia         | Todas las fronteras, con especial énfasis en los puertos ubicados en el sur y el puente de Öresund entre Dinamarca y Suecia. | Crisis migratoria en Europa             | 12-11-2015 | 09-03-2016            |
| Austria        | Todas las fronteras, con enfoque especial en la frontera terrestre entre Eslovenia y Austria.                                | Crisis migratoria en Europa             | 16-09-2015 | 16-03-2016            |
| Alemania       | Todas las fronteras, con el foco en la frontera terrestre entre Alemania y Austria.                                          | Crisis migratoria en Europa             | 13-09-2015 | 13-05-2016            |

Controles franceses contra los inmigrantes del norte de África
Después de la Revolución tunecina de 2010-11, el gobierno de Italia dio permiso de residencia de seis meses a unos 25 000 inmigrantes tunecinos. Esto permitió a los migrantes viajar libremente en el espacio Schengen. En respuesta, tanto en Francia y Alemania amenazaron con imponer controles en las fronteras, sin querer que los refugiados tunecinos entraran en su territorio. En abril de 2011, durante varias horas, Francia bloqueó los trenes que llevaban a los migrantes en la frontera francesa / italiana en Ventimiglia.
A petición de Francia, en mayo de 2011 el Comisario Europeo de Asuntos Interiores, Cecilia Malmström propuso que una mayor libertad estuviera disponible para el restablecimiento temporal del control fronterizo en el caso de una presión migratoria fuerte e inesperada, o el fracaso de un estado para proteger las fronteras exteriores de la UE.
El 25 de julio de 2011, en la entrega de la evaluación final de la Comisión Europea sobre las medidas adoptadas por Italia y Francia, el Comisario Europeo de Asuntos Interiores dijo, «desde un punto de vista formal, las medidas adoptadas por las autoridades italianas y francesas han sido en cumplimiento de la legislación de la UE. Sin embargo, lamento que el espíritu de las normas de Schengen no se hayan respetado plenamente». La Sra. Malmström también hizo un llamado para una interpretación más coherente de las normas de Schengen y una evaluación más fuerte y un sistema de monitoreo del espacio Schengen.
Crisis migratoria del 2015
Durante la crisis migratoria de septiembre de 2015, Alemania anunció que estaba reinstaurando temporalmente controles fronterizos, de conformidad con las disposiciones relativas a los controles fronterizos temporales establecidos por el acervo de Schengen. Tales controles en las fronteras parecieron ser un intento de prevenir que la crisis se hiciera peor. Las fronteras abiertas parecían haber impedido la capacidad de Alemania para proporcionar un lugar a un gran número de personas en búsqueda de refugio. Alemania señala que los controles en las fronteras son solo temporales, y para apoyar un flujo ordenado de la migración en la zona.
Otros países, como Austria, Dinamarca, Eslovenia, Hungría, Suecia y Noruega han establecido controles en las fronteras en respuesta a la crisis.
En diciembre de 2015, Suecia aprobó una ley temporal que permite que el gobierno obligue a todas las empresas de transporte que comprueben que sus pasajeros llevan una identificación fotográfica válida. La nueva ley entró en vigor el 21 de diciembre de 2015 y es válida hasta el 21 de diciembre de 2018. El gobierno decidió que las nuevas normas se aplicarían del 4 de enero de 2016 y hasta 4 de julio de 2016. La nueva ley dio lugar al cambio de tren y el paso obligatorio por el control fronterizo en el aeropuerto de Copenhague para los viajeros entre Copenhague y Suecia, con una reducción en la frecuencia del servicio.
Atentados de París de 2015
Durante los ataques terroristas de noviembre de 2015 en París, Francia ha introducido controles completos de identidad y nacionalidad de sus fronteras.

## Regulación de las fronteras exteriores

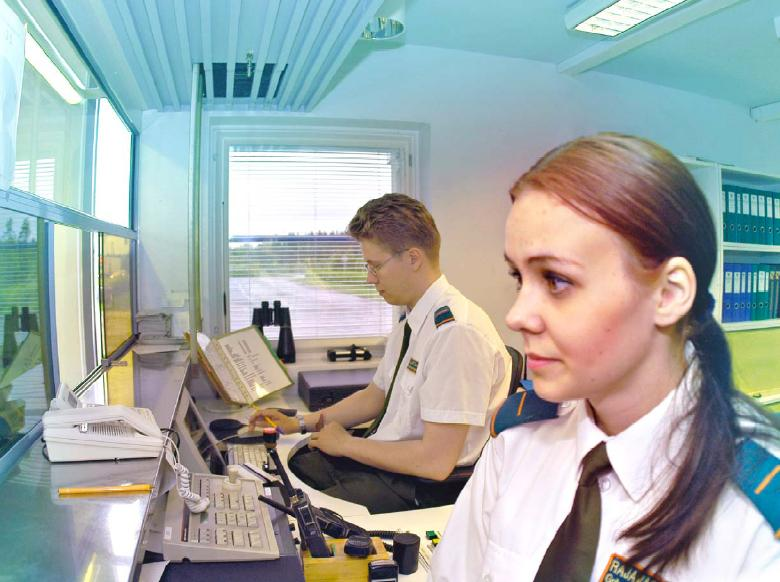
Control de pasaportes en una frontera exterior Schengen en Finlandia.

Se requiere que los países participantes apliquen controles estrictos a los viajeros que entran y salen del espacio Schengen. Estos controles son coordinados por la Agencia Europea de la Guardia de Fronteras y Costas (Frontex) con sujeción a las reglas comunes. Los detalles de los controles fronterizos, la vigilancia y las condiciones bajo las cuales el permiso para entrar al espacio Schengen pueden concederse se detallan exhaustivamente en el Código de fronteras Schengen.

### Controles fronterizos
Todas las personas que cruzan las fronteras exteriores —entrantes o salientes— tienen que ser objeto de al menos un control mínimo, aunque los viajeros que no son de la UE, del Espacio Económico Europeo (EEE) o Suiza, ni los miembros de su familia con derecho de libre circulación deben, en general, ser objeto de un control minucioso. La única excepción es para los trabajadores transfronterizos regulares (tanto los que tienen el derecho de libre circulación como los ciudadanos de países terceros) que son conocidos por los guardias de la frontera: una vez que una comprobación inicial ha demostrado que no hay alerta por el registro relacionado con ellos en el Sistema de Información de Schengen o bases de datos nacionales, solo pueden estar sujetos a controles ocasionales «al azar», en lugar de controles sistemáticos cada vez que cruzan la frontera.
Los controles en las fronteras exteriores se encuentran en las carreteras que cruzan una frontera, en los aeropuertos, en los puertos marítimos y en los trenes. Por lo general, no hay una valla a lo largo de la frontera terrestre, pero hay excepciones como la valla de Ceuta, y algunos lugares en el frontera oriental. Sin embargo, los sistemas de cámaras de vigilancia, algunas equipadas con tecnología de infrarrojos, se encuentran en algunos puntos más críticos, por ejemplo, en la frontera entre Eslovaquia y Ucrania. A veces, los controles en las fronteras exteriores están situados en territorio que no es Schengen, pero dentro de la UE.
Todos los viajeros que llegan de fuera del espacio Schengen utilizando su propio avión o un barco, tienen que ir directamente a un aeropuerto o un puerto marítimo que tengan un control de las fronteras. Este es un vacío difícil de comprobar, y el contrabando de drogas a gran escala utilizando barcos de vela ha sido encontrado. A lo largo de la costa sur de los países Schengen. Las normas de Schengen exigen que todos los transportistas de pasajeros a través de la frontera exterior Schengen comprueben, antes del embarque, si el pasajero tiene el documento de viaje y visas necesarias para la entrada. Esto es para evitar que las personas soliciten asilo en el control de pasaportes en los aeropuertos o puertos en el espacio Schengen. Existen sanciones a los transportistas que transportan a los extranjeros sin los adecuados documentos de viaje.
Al llevar a cabo los controles en las fronteras exteriores, los guardias de fronteras, por ley, tienen la obligación de respetar la dignidad de los viajeros (en particular en los casos de personas vulnerables) y se les prohíbe discriminar a las personas en función de su sexo, origen racial o étnico, religión o convicciones, discapacidad, edad u orientación sexual. Además, en circunstancias «excepcionales» o «imprevistas» donde los tiempos de espera se convierten en excesivos, se pueden flexibilizar el control de fronteras exteriores de manera temporal.

#### Procedimientos
Los guardias fronterizos llevan a cabo los siguientes procedimientos para comprobar a los viajeros que cruzan las fronteras exteriores:
| Procedimientos de control en las fronteras exteriores del espacio Schengen | Control mínimo | Nacionales de terceros países | Nacionales de terceros países |
| Procedimientos de control en las fronteras exteriores del espacio Schengen | Control mínimo | Entrada                       | Salida                        |
| --- | -------------- | ----------------------------- | ----------------------------- |
| Comprobar la identidad del viajero con base en su documento de viaje. | Sí ·           | Sí                            | Sí                            |
| Comprobar que los documentos de viaje son válidos y no han caducado. | Sí ·           | Sí                            | Sí                            |
| Revisión del documento de viaje en busca de signos de falsificación o alteración. | Sí ·           | Sí                            | Sí                            |
| Revisión del documento de viaje en busca de signos de falsificación o alteración en el uso de dispositivos técnicos (por ejemplo, rayos UV, lentes de aumento) | Opcional       | Opcional                      | Opcional                      |
| Revisión del documento de viaje con la lista de documentos robados, sustraídos, extraviados y anulados en el Sistema de Información de Schengen y otras bases de datos nacionales. | Opcional       | Opcional                      | Opcional                      |
| Consulta del Sistema de Información de Schengen y otras bases de datos nacionales para garantizar que el viajero no representa una amenaza para la seguridad interior, el orden público, las relaciones internacionales de los Estados miembros de Schengen o una amenaza para la salud pública. | Opcional       | Opcional                      | Opcional                      |
| Marcado del documento de viaje | No             | Sí                            | Sí                            |
| Comprobación de que el viajero tiene la visa/residencia apropiada (si es necesario) | No             | Sí                            | Opcional                      |
| Comprobación de la autenticidad del visado de corta duración (si es necesario) y la identidad del titular mediante la consulta del Sistema de Información de Visados. | No             | Sí                            | Opcional                      |
| Revisión de los sellos de entrada y salida en el documento de viaje para asegurarse de que el viajero no ha superado la duración máxima de la estancia autorizada | No             | Sí ·                          | Opcional                      |
| Verificación del motivo del viaje del viajero | No             | Sí ·                          | No                            |
| Verificación de que el viajero tiene fondos suficientes para su estancia y para viaje de ida y vuelta (o que está en condiciones de obtener legalmente dichos medios) | No             | Sí ·                          | No                            |
| Verificación del punto de partida y de destino los viajeros | No             | Sí                            | No                            |
| Verificación de cualquiera de los documentos/pruebas para sustentar la finalidad de la estancia del viajero. | No             | Opcional                      | No                            |
| Grabación de la entrada y salida de viajeros en una base de datos | Opcional       | Opcional                      | Opcional                      |
| Notas1. 2. 3. 4. 5. 6. 7. 8. |                |                               |                               |

Como se muestra en el cuadro anterior, debido a que muchos procedimientos son opcionales, los guardias fronterizos tienen libertad para decidir cómo comprueban de manera rigurosa a los viajeros en los pasos fronterizos exteriores. Como resultado, el lapso de tiempo necesario para realizar comprobaciones difiere entre países Schengen. Por ejemplo, un control de entrada de un ciudadano de la Unión Europea, del Espacio Económico Europeo (EEE) o Suiza, tarda alrededor de cinco segundos de promedio en Italia, mientras que en Noruega, en promedio, se tarda alrededor de un minuto. Las disparidades en los controles de los ciudadanos de países terceros son aún mayores. Por ejemplo, un control de entrada de un Anexo II nacional toma alrededor de 15 segundos en promedio en Grecia, mientras que tarda de tres a cinco minutos de promedio en Eslovaquia.  Del mismo modo, un control de entrada de un Anexo I nacional en promedio dura alrededor de 30-60 segundos en los Países Bajos, mientras que en Letonia, dura alrededor de dos a cinco minutos en promedio.

#### Cruce de fronteras exteriores con carriles para ciudadanos de la UE, el EEE y Suiza
En varios puntos de cruce de las fronteras exteriores, hay carriles especiales para ciudadanos de la UE, el EEE y Suiza (así como sus familiares) y otros carriles para todos los demás viajeros, independientemente de la nacionalidad. En algunos puntos de cruce de las fronteras exteriores, hay un tercer tipo de carril para los viajeros que sean ciudadanos anexo II (es decir, ciudadanos de fuera de la UE/EEE/Suiza que están exentos de la obligación de visado). A pesar de que los ciudadanos de Andorra y de San Marino no son ciudadanos de la UE o el EEE, de cualquier manera pueden utilizar los carriles especiales designados para los ciudadanos de la UE, el EEE y Suiza.

#### Cruce de fronteras exteriores con puertas automatizadas
| Cruces con puertas automatizadas |
| --- |
| Puntos de las fronteras exteriores disponibles para ciudadanos de la UE, el EEE y Suiza mayores de 18 años en posesión de pasaportes biométricos. |
| - Aeropuerto de Bruselas - Aeropuerto de Praga Václav Havel t - Aeropuerto de Tallin - Aeropuerto de Helsinki, Puerto de Helsinki y Vaalimaa - Aeropuerto de la provincia de Marsella, Aeropuerto de París-Charles de Gaulle y el Aeropuerto de París-Orly - Aeropuerto de Hamburgo, Aeropuerto Düsseldorf, Aeropuerto Köln/Bonn, Aeropuerto de Fráncfort y Aeropuerto de Múnich - Aeropuerto de Riga - Aeropuerto de Ámsterdam Schiphol - Aeropuerto de Oslo Gardermoen - Aeropuerto Faro, Aeropuerto Funchal, Aeropuerto Portela de Lisboa, Aeropuerto Ponta Delgada, Aeropuerto Porto - Aeropuero de Barcelona El Prat, Aeropuerto Madrid-Barajas, Aeropuerto Málaga y los controles de entrada y de salida de peatones en la frontera terrestre de Gibraltar |
| Notas1. 2. 3. 4. 5. 6. |

Entre las obligaciones adicionales impuestas por la legislación europea sobre las autoridades nacionales de fronteras cuando se trata de viajeros que sean ciudadanos de países terceros, por ejemplo la obligación de sellar sus documentos de viaje, no se debe impedir el desarrollo de sistemas de control de fronteras automatizados que están disponibles para este tipo de viajeros. Las autoridades de fronteras nacionales han sido capaces de adaptar el diseño de estos para permitir a los ciudadanos de países terceros que hagan uso de ellos. Una solución es tener un guardia de fronteras, colocado físicamente junto a las puertas automatizadas de la frontera que pueda erradicar los documentos de viaje cuando sea necesario: este enfoque ha sido adoptado por la guardia de fronteras de Finlandia en los puestos fronterizos automatizados en el aeropuerto de Helsinki, donde los usuarios elegibles (que son obligados a recibir un sello en el pasaporte) incluyen a los titulares de Australia, Canadá, Nueva Zelanda, de pasaportes biométricos de Corea del Sur y Estados Unidos, así como por el Serviço de Estrangeiros e Fronteiras portugués en los puestos fronterizos automatizados en el aeropuerto de Lisboa, donde los usuarios elegibles incluyen a titulares de pasaportes angoleños y brasileños y a los titulares de pasaportes diplomáticos/de servicio.
Una solución similar pero ligeramente diferente ha sido adoptada por la Gendarmería Real Holandesa en el reconocimiento iris Privium de puertas automáticas de la frontera en el Aeropuerto de Schiphol, Ámsterdam (donde los usuarios elegibles incluyen a ciudadanos UE/EEE/Suiza, ciudadanos de Estados Unidos que son miembros de Global Entry, y a todos aquellos de nacionalidad registrada que sean titulares de pasaportes diplomáticos), así como por la Policía Federal de Alemania en los puertos fronterizos automatizados de reconocimiento del iris ABG Plus en el aeropuerto de Fráncfort (donde los usuarios elegibles incluyen ciudadanos registrados de la UE /EEE/Suiza y los ciudadanos de Estados Unidos que son miembros de Global Entry): cuando los ciudadanos de países terceros elegibles utilizan además Privium/ABG, después de que su iris se escanea y se verifica, una puerta diferente se abre para que los ciudadanos de la UE/EEE/Suiza y ciudadanos de países terceros se dirijan a un carril que los lleva al frente de la fila de la revisión manual del pasaporte en los mostradores de inmigración, donde los sellos oficiales de frontera se ponen sobre los pasaportes de los usuarios.
Otra posible solución sería el diseño de los puertas fronterizas automatizadas para imprimir una hoja de papel con un sello de entrada o de salida en él, así como el nombre y número de documento de viaje del usuario, siempre que el usuario sea un viajero que está sujeto a la obligación de disponer de su documento de viaje estampado. En el Puerto de Helsinki, la guardia fronteriza finlandesa ha adaptado el diseño de los puertas fronterizas automatizadas para ampliar la probabilidad de incluir a los ciudadanos rusos (que, siendo nacionales del Anexo I, requieren tener una visa) al obligarles a escanear tanto la página de datos personales y la visa dentro de su pasaporte, para luego dar un paso hacia la puerta para el reconocimiento facial y la huella digital, y después la puerta se abra para acercarse a un agente fronterizo que selle el pasaporte.

#### Controles fronterizos temporales
Atentados de París de noviembre de 2015
El 20 de noviembre de 2015, durante una reunión del Consejo de la Unión Europea, los ministros del Interior de los Estados miembros decidieron, a la luz de los recientes ataques terroristas en París, «poner en práctica inmediatamente las comprobaciones sistemáticas y coordinadas necesarias en las fronteras exteriores, en particular sobre las personas que gozan del derecho de libre circulación».

### Estancias cortas y visados de tránsito

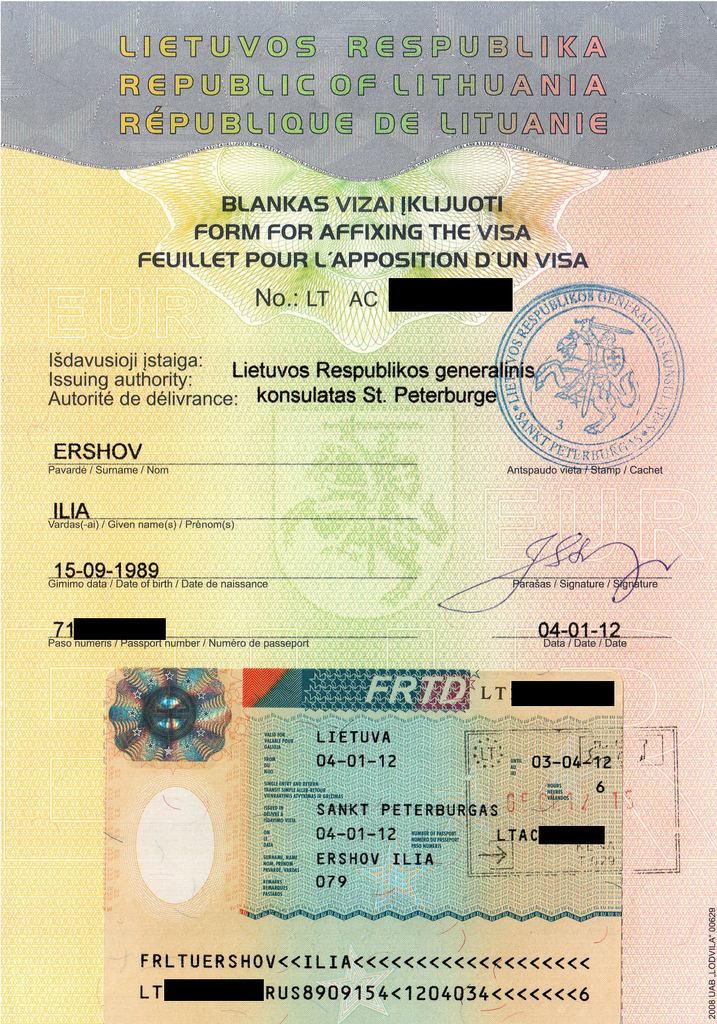
Documento de tránsito ferroviario.

Las normas aplicables a los visados de entrada a corto plazo en el espacio Schengen se establecen en el Reglamento de la UE, el cual contiene dos listas: una lista de las nacionalidades (o clases de soporte del documento de viaje) que requieren un visado para una estancia de corta duración (el anexo I) y una lista de los que no lo necesitan (la lista del anexo II).
Al estar incluidos en la lista de exención de visado se puede en ocasiones, pero no siempre, eximir a la nacionalidad o tipo enumerado de la obligación de obtener un permiso de trabajo y si así lo desean acceder a un empleo o actividad por cuenta propia durante su estancia; los viajes de negocios normalmente no se consideran empleo en este sentido.

### Cuota de Visa Schengen
De acuerdo con las directrices de la Unión Europea, cualquier solicitud de visado Schengen ha de ir acompañada de un pago de tasas de visado. Las tasas de procesamiento (+ Visa) deben ser pagados en el día que se presenta la solicitud y se paga normalmente solo en el equivalente en moneda local. No son reembolsables, independientemente del resultado de la solicitud. Sin embargo, se proporcionan tarifas de descuentos a algunos grupos: alumnos / estudiantes en una excursión escolar / universitarios oficiales, cónyuges e hijos menores de los ciudadanos de la UE, y los niños menores de seis años de edad, independientemente de su nacionalidad.

### Condiciones de entrada para ciudadanos de países terceros
Una visa Schengen o una exención de visado no hace, en sí misma, dar derecho a un viajero a entrar en el espacio Schengen. El Código de fronteras Schengen enumeran los requisitos que deben cumplir los nacionales de terceros países que les permitirá entrar en el espacio Schengen. Para este fin, un ciudadano de un país tercero es una persona que no disfruta del derecho de libre circulación (es decir, una persona que no sea de la UE, del EEE o Suiza, ni un miembro de la familia de esa persona que está en posesión de un permiso de residencia con la indicación «miembro de la familia de un ciudadano de la UE» o «miembro de la familia de un ciudadano del EEE o CH»). 
Está previsto que en 2025 se implemente el sistema de viaje ETIAS para estancias no superiores a noventa días. Los requisitos de entrada para los ciudadanos de un país tercero que tengan la intención de permanecer en el espacio Schengen por no más de noventa días en cualquier periodo de ciento ochenta días son los siguientes:
- Está en posesión de un documento de viaje válido o documentos que permitan el cruce de la frontera (aparte del documento jurídico estadounidense, una visa no se considera un documento de viaje en este sentido); la aceptación de los documentos de viaje para este propósito se mantiene dentro del dominio de los Estados miembros.[146]
- El documento de viaje debe ser válido durante al menos tres meses después de la fecha prevista de salida de la zona de Schengen (aunque en un caso de urgencia justificado esta obligación puede ser renunciada) y debe haber sido emitido dentro de los últimos diez años.[109]
- El viajero posee ya sea una visa válida (de ser necesaria) o un permiso de residencia válido.
- El viajero puede justificar el objeto y las condiciones de la estancia prevista y tiene medios de subsistencia suficientes, tanto para la duración de la estancia prevista y para el regreso a su país de origen o el tránsito hacia un tercer país en el que el viajero es considerado para ser admitido, o está en condiciones de obtener legalmente dichos medios.
- El Sistema de Información de Schengen no contiene una descripción de efectos de la entrada relativa al viajero, y
- El viajero no es considerado una amenaza para el orden público, la seguridad nacional, la salud pública o las relaciones internacionales de uno de los Estados Schengen.

Sin embargo, incluso si el ciudadano de un país tercero no cumple los criterios anteriores, la admisión puede concederse:
- Por razones humanitarias.
- Por razones de interés nacional.
- Por razón de las obligaciones internacionales.
- Si la persona no está en posesión de una visa, sino que cumple los criterios para que se le expida una visa en la frontera.
- Si la persona es titular de un permiso de residencia o de un visado de regreso expedido por un Estado Schengen.

Se requieren guardias de fronteras para sellar los documentos de viaje de los ciudadanos de un país tercero que cruzan las fronteras exteriores en todo momento, incluso en circunstancias extraordinarias e imprevistas, como cuando hay flexibilización de los controles. Sin embargo, los ciudadanos de Andorra, Mónaco, San Marino y Ciudad del Vaticano están exentos de este requisito, al igual que los jefes de Estado, cuyas visitas se dieron a conocer a través de los canales diplomáticos, y titulares de permisos de tráfico fronterizo y permisos de residencia. Ciertas excepciones también se aplican a las tripulaciones de los buques y aeronaves. A los ciudadanos de un país tercero que de otra manera cumplan todos los criterios de admisión en el espacio Schengen no se les debe negar la entrada por la única razón de que no haya espacio vacío que quede en su documento de viaje estampar el sello; en cambio, el sello debe colocarse en una hoja de papel por separado.

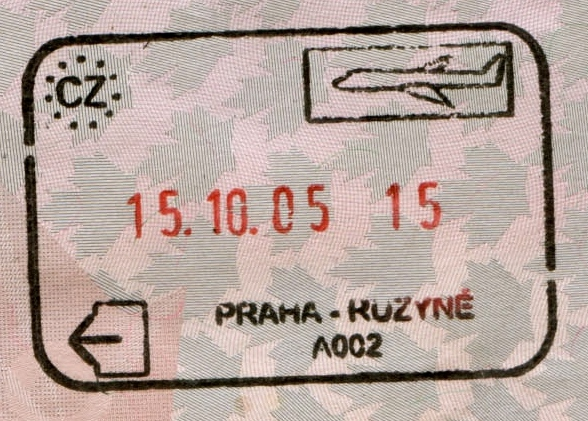
Sello de salida para viaje aéreo emitido en el aeropuerto de Praga.
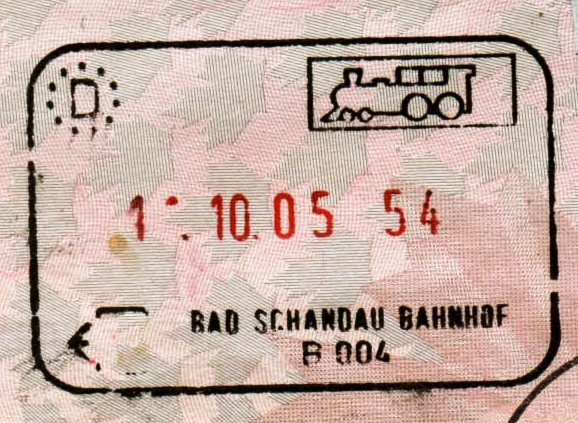
Sello de salida para viaje en tren, emitido en la estación de Tren Bad Schandau.
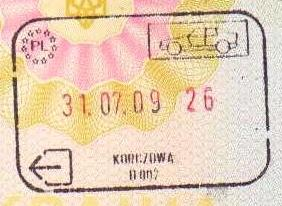
Sello de salida para viaje por carretera, emitido en el cruce fronterizo Korczowa.
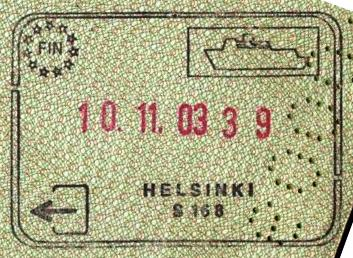
Sello de salida para viaje marítimo, emitido en el puerto de Helsinki.

### Estancias de más de noventa días
Para estancias en el espacio Schengen como que excedan los noventa días, un ciudadano necesitará poseer una visa de larga duración por un período no superior a un año, o un permiso de residencia para períodos más largos. Una visa de larga duración es una visa nacional, que se emite de acuerdo con un formato uniforme. Otorga el derecho a entrar en el espacio Schengen y permanecer en el Estado de emisión por un período mayor de noventa días, pero no más de un año. Si desea un estado de Schengen para permitir que el titular de una visa de larga duración permanezca allí durante más de un año, el estado debe emitirle un permiso de residencia. 
El titular de un visado de larga duración o de un permiso de residencia tiene derecho a circular libremente dentro de otros Estados que comprenden el espacio Schengen durante un período de hasta tres meses en el mismo semestre. Los ciudadanos de un país tercero que sean residentes de larga duración en un estado de Schengen también pueden adquirir el derecho a desplazarse y establecerse en otro estado Schengen sin perder su estado legal y beneficios sociales.
Los solicitantes de asilo que piden protección internacional bajo la Convención de Ginebra de un estado miembro de Schengen no se les concede un permiso de residencia, sino que se les emite, dentro de los tres días siguientes a presentación de la solicitud, una autorización para permanecer en el territorio del Estado miembro, mientras que la aplicación está pendiente o se está examinando. Esto significa que, si bien se está procesando su solicitud de asilo, a los solicitantes de asilo solo se les permite permanecer en el estado miembro de Schengen en que se ha solicitado el asilo y no tiene derecho a circular libremente dentro de otros Estados que comprenden el espacio Schengen
Los candidatos seleccionados a los cuales se les ha concedido la protección internacional por un miembro de Schengen se les expiden permisos de residencia que son válidos durante al menos tres años y son renovables, mientras que a los solicitantes a quienes se les concedió protección subsidiaria por un estado miembro de Schengen se les expiden permisos de residencia válidos durante al menos un año y son también renovables, a menos que existan razones relacionadas con la seguridad nacional o el orden público. A los miembros de la familia de los beneficiarios de la protección internacional o subsidiaria de un estado miembro de Schengen se les expiden permisos de residencia también, pero su validez puede ser más corta. Los solicitantes a quienes se les ha concedido protección temporal por un Estado miembro de Schengen (así como su familia reunida) se les expiden permisos de residencia válidos para todo el periodo de protección temporal.
Sin embargo, a algunos ciudadanos de un país tercero se les permite permanecer en el espacio Schengen durante más de noventa días sin necesidad de solicitar una visa de larga duración. Por ejemplo, Francia no requiere a ciudadanos de Andorra, Mónaco, San Marino y la Ciudad del Vaticano solicitar un visado de larga duración.
Además, el artículo 20 (2) del Convenio de aplicación del Acuerdo de Schengen permite que  «en circunstancias excepcionales» y para los acuerdos bilaterales celebrados por los Estados firmantes individuales con otros países antes de que la convención entrara en vigor estos sigan siendo aplicables. Como resultado, por ejemplo, a los ciudadanos de Nueva Zelanda se les permite permanecer hasta por noventa días en cada uno de los países Schengen (Austria, Bélgica, República Checa, Dinamarca, Finlandia, Francia, Alemania, Grecia, Islandia, Italia, Luxemburgo, Países Bajos, Noruega, Polonia, Portugal, España, Suecia y Suiza) que ya han concluido acuerdos bilaterales de exención de visados con el Gobierno de Nueva Zelanda antes de que la convención entrara en vigor, sin la necesidad de solicitar visados de larga duración, pero si se viaja a otros países de Schengen por noventa días en un período límite de tiempo de ciento ochenta días se aplica dicho límite.

### Condiciones de entrada para los familiares de países terceros del Espacio Económico Europeo (EEE)
El derecho de entrada al Espacio Económico Europeo (EEE) y a Suiza (incluye todos los países de la UE, del EEE y de Suiza) sin visa adicional que se hizo extensiva a los miembros de la familia de un país tercero de ciudadanos del EEE que ejercen su derecho de libre circulación para que posean una tarjeta de residencia en vigor de su país anfitrión del EEE y el deseo de visitar cualquier otro estado miembro del EEE en estancia corta de hasta noventa días está garantizado. Esto está implícito en la Directiva 2004/38 / CE y el artículo 5 (2), siempre que viajen junto con el ciudadano EEE o su cónyuge / pareja en una fecha posterior (artículo 6 (2)). Si el miembro de la familia fuera del EEE no tiene ni una tarjeta de residencia a efectos del EEE o una visa, pero puede mostrar su vínculo familiar con la UE nacional por otros medios, entonces la visa se debe expedir en la frontera de forma gratuita y permitirse la entrada.
Sin embargo, este requisito  (a diciembre de 2008) ha sido adaptado correctamente por el derecho belga, letón y sueco, y no se ha adaptado en absoluto por Austria, Dinamarca, Estonia, Italia, Lituania, Alemania y Eslovenia. Cinco Estados miembros (a diciembre de 2008), no siguen la Directiva en el sentido de que los miembros de la familia del EEE no todavía pueden tener dificultades (denegación de embarque del buque por la empresa de transporte, la negación para entrar por la policía de fronteras, etc.) cuando se viaja a esos Estados usando su tarjeta de residencia adquirida en otro país de la UE. Todavía se puede requerir la visa u otros documentos.
Por ejemplo, el Reino Unido interpreta «tarjeta de residencia» en el artículo 5 (2) de la Directiva en el sentido de una tarjeta de residencia «del Reino Unido», e ignora otras tarjetas, y en su lugar solicita un «permiso de la familia del EEE» contrario a la Directiva. Mostrar el lazo familiar con el ciudadano de la UE por otros medios (como se mencionó anteriormente) debería eludir esto. Dinamarca e Irlanda no prescriben que una tarjeta de residencia en vigor será eximir a los miembros de la familia no pertenecientes al EEE del requisito de visado. España solo permite la tarjeta de residencia de los países Schengen, y por lo tanto, las cartas del Reino Unido, Irlanda, Bulgaria, Rumania, y Chipre no están permitidas. La legislación española no está en conformidad con la Directiva. Austria, así como el Reino Unido, parecen requerir una tarjeta de residencia permanente expedida por las autoridades austriacas para entrar sin visa.
Al 6 de abril de 2015, los miembros de la familia no comunitarios de un ciudadano de la UE que están en posesión de una tarjeta de residencia, que se les entregó en virtud del artículo 10 de la Directiva 2004/38 / CE, tienen derecho a entrar al Reino Unido sin la necesidad de solicitar un permiso de la familia del EEE o una visa, solamente encargándose de su tarjeta de residencia en la frontera. Sin embargo, los agentes de fronteras del Reino Unido autorizarán la entrada a miembros de la familia fuera de la UE si pueden demostrar su relación con el miembro de la familia nacional de la UE, que les acompaña, al proporcionar documentos tales como certificado de matrimonio o certificado de nacimiento.

### Tráfico fronterizo local en las fronteras exteriores
Los Estados Schengen que comparten una frontera terrestre exterior con un Estado no miembro de la UE están autorizados en virtud del Reglamento CE 1931/2006 a celebrar o mantener acuerdos bilaterales con terceros países vecinos a efectos de la aplicación de un régimen de tráfico fronterizo menor. Tales acuerdos definen un área de borde que puede extenderse hasta un máximo de cincuenta kilómetros a ambos lados de la frontera, y proveer para la emisión de permisos de tráfico fronterizo a los residentes de la parte no Schengen de la zona fronteriza. Los permisos pueden ser utilizados para cruzar la frontera exterior dentro de la zona fronteriza, no son sellos de entrada o salida del espacio Schengen y deben mostrar el nombre y la fotografía del titular, así como una declaración de que el titular no está autorizado para desplazarse fuera de la zona fronteriza y que cualquier uso indebido será objeto de sanciones.
Los permisos se emiten con un periodo de validez de entre uno y cinco años, y permiten una estancia dentro del lado de Schengen de la zona fronteriza de hasta tres meses. Los permisos solo pueden ser asignados a los residentes legales de la zona fronteriza que han sido residentes en la zona fronteriza durante un mínimo de un año (o más si así lo especifica el acuerdo bilateral). Los solicitantes de un permiso tienen que demostrar que tienen razones legítimas para el cruce frecuente de la frontera terrestre exterior en el marco del régimen de tráfico fronterizo menor. Los Estados Schengen deben mantener un registro central de los permisos expedidos y tienen que proporcionar acceso inmediato a los datos correspondientes a otros Estados Schengen.
Los titulares de permisos de tráfico fronterizo pueden pasar hasta 3 meses cada vez que entran en la zona fronteriza del país Schengen que haya expedido el permiso (este límite de tiempo es mucho más generoso que los «noventa días en un periodo de ciento ochenta días» normalmente otorgado a los ciudadanos de un país tercero que visitan el espacio de Schengen).
Antes de la conclusión de un acuerdo con un país vecino, el Estado Schengen debe recibir la aprobación de la Comisión Europea, que tiene que confirmar que el proyecto de acuerdo se encuentre en conformidad con el Reglamento. El acuerdo solo puede concluir si las subvenciones estatales vecinas garantizan al menos derechos recíprocos a efectos del EEE y los nacionales suizos residentes en el lado de Schengen de la zona fronteriza, además de estar de acuerdo con la repatriación de las personas que abusan de un acuerdo fronterizo.
Para junio de 2013 ocho acuerdos de tráfico local, entraron en vigor. Tres de ellos son Hungría-Ucrania en enero de 2008, Eslovaquia-Ucrania en septiembre de 2008 y Polonia-Ucrania en julio de 2009. Como miembro de la UE, a la espera de su admisión en el espacio Schengen, Rumania acordó tráfico local con Moldavia, que entró en vigor en octubre de 2010. La quinta es la que existe entre Letonia y Bielorrusia, que comenzó a operar en febrero de 2012. Los Acuerdos de Polonia-Rusia (Área de Kaliningrado), y Noruega- Rusia comenzaron a operar en 2012. La octava fue Letonia-Rusia en junio de 2013.
Son o han sido los planes por cumplir Lituania-Rusia, Polonia-Bielorrusia, Bulgaria, Serbia, Bulgaria, Macedonia- Rumania y Ucrania. El acuerdo entre Polonia y Bielorrusia tuvo que entrar en vigor antes de 2012,  pero se retrasó por Bielorussia, sin fecha de aplicación fija (a octubre de 2012)
A finales de 2009, Noruega comenzó la expedición de visados de entrada múltiple de un año, sin el requisito habitual de tener familia o un socio de negocios en Noruega, llamado Visas-Pomor, a los rusos desde Múrmansk Óblast, y más tarde a los de Arcángel Óblast. Finlandia no está planeando permisos fronterizos, pero ha emitido más de un millón de visas regulares para los rusos en 2011, y muchos de ellos son visados de entrada múltiple. La UE tiene la intención de permitir un máximo de validez de cinco años para los visados de entrada múltiple rusos.

### Estados Balcanes Occidentales
Los ciudadanos de Albania, Bosnia y Herzegovina, Macedonia, Montenegro y Serbia pueden entrar en el espacio Schengen sin visa. El 30 de noviembre de 2009, el Consejo de Ministros de Interior y de Justicia de la UE suprimió la obligación de visado para los ciudadanos de la República de Macedonia, Montenegro y Serbia, mientras que el 8 de noviembre de 2010 se hizo lo mismo para Albania y Bosnia y Herzegovina.  La primera entró en vigor el 19 de diciembre de 2009,  mientras que la segunda, el 15 de diciembre de 2010.
Los ciudadanos de Kosovo con pasaportes de Kosovo, así como las personas que viven en Kosovo titulares del pasaporte biométrico de Serbia todavía necesitan un visado para viajar a la UE. Serbia creó la Dirección de Coordinación Serbia para facilitar este proceso. Sin embargo, se espera que una hoja de ruta de liberalización de visados para Kosovo se anuncie y negocie en un futuro próximo.
Las negociaciones de liberalización de visa entre la UE y los Balcanes occidentales (con exclusión de Kosovo) se llevaron a cabo durante el primer semestre de 2008, y terminaron en 2009 (para Macedonia, Montenegro y Serbia) y en 2010 (para Albania y Bosnia y Herzegovina). Antes de que las visas fueran completamente abolidas, los países de los Balcanes Occidentales (Albania, Bosnia y Herzegovina, Macedonia, Montenegro y Serbia) habían firmado «acuerdos de facilitación de visados» con los Estados Schengen en 2008. Los acuerdos de facilitación de visados, a la vez, supusieron acortar los tiempos de espera, bajas tarifas de visado (incluidos los visados gratuitos para determinadas categorías de viajeros), y reducir el papeleo. En la práctica, sin embargo, los nuevos procedimientos resultaron ser más largos, más engorrosos, más caros, y muchas personas se quejaron de que era más fácil obtener visas antes de la entrada en vigor de los acuerdos de facilitación.

## Cooperación policial y judicial
Para contrarrestar los efectos potencialmente agravantes de la supresión de las fronteras a la inmigración indocumentada y la delincuencia transfronteriza, el acervo de Schengen contiene compensatorios policiales y medidas judiciales.  El principal de ellos es el Sistema de Información de Schengen (SIS), una base de datos operada por todos los Estados de la UE y del espacio Schengen que para enero de 2010 contenía más de treinta millones de entradas. El Acuerdo de Schengen también permite que los agentes de policía de un estado a sigan sospechosos a través de fronteras, tanto en la persecución y que continúen las operaciones de observación, y para una mayor asistencia mutua en materia penal.
El Convenio de Schengen también contenía medidas destinadas a simplificar la extradición entre los países participantes, no obstante éstos ahora han sido subsumidos en el sistema de la orden de detención europea.

## Base legal

### Disposiciones de los tratados de la Unión Europea
El fundamento jurídico para Schengen en los tratados de la Unión Europea se ha insertado en el Tratado constitutivo de la Comunidad Europea a través del artículo 2, punto 15 del Tratado de Ámsterdam. Esto introduce un nuevo título llamado «Visados, asilo, inmigración y otras políticas relacionadas con la libre circulación de personas» en el tratado, actualmente numerados como el título IV, y que comprende los artículos 61 a 69. El Tratado de Lisboa modifica sustancialmente las disposiciones de los artículos en el título, cambia el nombre el título de «Espacio de libertad, seguridad y justicia» y lo divide en cinco capítulos, denominado «Disposiciones generales», «Políticas sobre controles en las fronteras, asilo e inmigración», «Cooperación judicial en materia civil», «Cooperación judicial en materia penal» y «Cooperación policial».

### El Acuerdo de Schengen y el Convenio de Schengen
El espacio Schengen originalmente tenía su base jurídica fuera de la entonces Comunidad Económica Europea, habiendo sido establecido por un sub-conjunto de los Estados miembros de la Comunidad utilizando dos acuerdos internacionales:
- El Acuerdo de Schengen de 1985 — Acuerdo entre los Gobiernos de los Estados de la Unión Económica Benelux, de la República Federal de Alemania y la República Francesa relativo a la supresión gradual de los controles en las fronteras comunes.

- El Convenio de Schengen de 1990 — Convenio de aplicación del Acuerdo de Schengen de 14 de junio de 1985 entre los Gobiernos de los Estados de la Unión Económica Benelux, de la República Federal de Alemania y la República Francesa relativa a la supresión gradual de los controles en las fronteras comunes.

Al ser incorporados en el cuerpo principal del Derecho de la Unión Europea por el Tratado de Ámsterdam, el Acuerdo de Schengen y el Convenio se publicaron en el Diario Oficial de las Comunidades Europeas por una decisión del Consejo de Ministros. Como resultado, el Acuerdo y el Convenio pueden ser modificados por reglamentos.